# Desventuradas-øerne
Desventuradas-øerne (spansk: Islas de los Desventurados) er en lille øgruppe med fire øer i Stillehavet 850 km vest for Chile, som øerne tilhører.

## Geografi
Øgruppen består af følgende øer:
| San Ambrosio      | 3,1  | 254                 | 26°20′37″S 79°53′28″V / 26.34361°S 79.89111°V |
| San Felix-gruppen |      |                     |                                               |
| Islote González   | 0,25 | 166                 | 26°18′36″S 80°05′06″V / 26.31000°S 80.08500°V |
| San Félix         | 2    | Cerro Amarillo, 193 | 26°17′30″S 80°05′42″V / 26.29167°S 80.09500°V |
| Roca Catedral     | 0,01 | 53                  | 26°16′25″S 80°07′15″V / 26.27361°S 80.12083°V |
| Desventuradas     | 5,36 | 479                 |                                               |

Med øernes begrænsede størrelser og afsides beliggenhed er der ikke nogen menneskelige bosættelser på øerne, men den chilenske flåde har en station på San Félix, som også har en 2000 m lang landingsbane til fly.
Vegetationen ligner makierne i Sydeuropa med golde klipper, træer af forskellige størrelser og buskadser med bregner og en række stauder. Der er ikke nogen permanent forsyning af ferskvand på øerne. Af hvirveldyr findes der på øerne kun fugle, og der er fundet ti havfuglearter samt en enkelt landfugleart - flere af arterne er truede. Nogle af arterne yngler på øerne, mens andre blot besøger dem.

## Historie
Øerne blev først set af Juan Fernández 6. november 1574 på fart fra Callao til Valparaíso; muligvis blev de allerede opdaget i 1520 af Ferdinand Magellan. En anden spansk opdagelsesrejsende, Pedro Sarmiento de Gamboa, noterede i 1579, at "de er nu opkaldt efter Sankt Felix og Sankt Ambor". Navnet på martyren Ambor (også kaldet Nabor) blev senere forvekslet med den mere kendte Sankt Ambrosius.
San Félix spillede en lille rolle i Falklandskrigen, idet den chilenske regering i maj 1982 tillod nogle Hawker Nimrod MR2'er at flyve maritime rekognosceringstogter fra øerne for at indsamle information om den argentinske flådes bevægelser.